# Ildephons Barth
Ildephons Barth (auch Ildefons, geboren als Franz Christoph Barth; * 1698 in Sommerach; † 25. November 1757) war von 1740 bis zu seinem Tod Abt des Benediktinerklosters im oberfränkischen Weißenohe. 

## Weißenohe vor Barth
Das Benediktinerkloster in Weißenohe wurde in der zweiten Hälfte des 17. Jahrhunderts in die Streitigkeiten zwischen den Kurfürsten der Pfalz und dem Hochstift Bamberg hineingezogen. Das Bistum verlangte die Oberhoheit über das eigentlich exemte Kloster und nahm sogar die Auflösung der Abtei in Kauf. 1621 wurde Weißenohe von bayerischen Truppen besetzt und das Umland rekatholisiert. Daraufhin betrieb man die Wiederbesiedlung des Klosters durch Prioren aus dem Kloster Prüfening. Erst 1695 erhielten die Mönche wieder das Recht ihren eigenen Abt zu wählen.

## Leben
Ildephons Barth wurde im Jahr 1698 im heute unterfränkischen Sommerach als Franz Christoph Barth geboren. Über die Familie des späteren Abtes ist nichts bekannt. In dem Weinort hatte das Benediktinerkloster Münsterschwarzach die Dorfherrschaft inne, sodass der junge Franz Christoph wohl bereits früh mit den benediktinischen Regeln und Vorstellungen konfrontiert wurde. Wahrscheinlich war es auch den Mitgliedern des Ordens zu verdanken, die in Sommerach auch den Pfarrer stellten, dass Barth eine höhere Schulbildung erfuhr, um später Theologie studieren zu können.
Im Jahr 1722 wurde Barth, er hatte den Ordensnamen Ildephons angenommen, zum Priester geweiht. Wahrscheinlich gehörte er dem Konvent des ebenfalls zur Diözese Bamberg zählenden Klosters Michelfeld in der heutigen Gemeinde Auerbach an. Dort wurde Barth auch vor 1740 Prior und hatte somit das zweithöchste Amt innerhalb des Klosters inne. Die Berufung ins etwa 25 Kilometer entfernte Weißenohe geschah ohne Kenntnis der Quellen und könnte bereits mit der späteren Wahl zum Abt zusammenhängen.
Nach dem Tod des Abtes Benedikt II. Rheindl im August 1740 war eine Neuwahl in Weißenohe notwendig geworden. Erst im September schritten die Mönche zur Wahl, aus der Ildephons Barth als Sieger hervorging. Er wurde am 3. September 1740 von den Mitbrüdern zum Abt postuliert. Allerdings verzögerte sich die Einsetzung, weil hierzu die Unterstützung der Diözese Bamberg notwendig war. Die Bamberger protestierten aber immer noch gegen die in ihren Augen unrechtmäßige Besetzung durch Bayern. Erst am 21. Dezember 1740 wurde Barth mit Inful und Stab offiziell zum Abt erkoren.
Die ersten Amtsjahre des neuen Abtes waren vom Österreichischen Erbfolgekrieg geprägt. So zogen Truppen häufig durch das Umland der Abtei und besetzten insbesondere Amberg. Weißenohe musste sechs Monate lang an einen österreichischen Generalmajor, der im nahen Kloster Speinshart Quartier bezogen hatte, Geld und Naturalien abliefern. Erst im April 1745 zogen die feindlichen Soldaten wieder aus dem Nahbereich des Klosters ab und die bayerische Regierung wurde wieder hergestellt.
Zuvor, im Jahr 1744, hatte ein Brand die zum Kloster gehörende Burg Regensberg weitgehend zerstört und das benachbarte Brauhaus, das eine wichtige Einnahmequelle für die Abtei war, vernichtet. Abt Ildephons begann aber kurze Zeit später bereits den Wiederaufbau zu organisieren. Am Kloster selbst trieb er die Erneuerung der Gebäude voran. So geht der sogenannte Gastbau im Westen der Klosterkirche auf seine Initiative zurück. Barth minderte die Schulden des Klosters und trieb die Verbesserung der Wirtschaft voran. Er starb am 25. November 1757 an der Wassersucht.

## Wappen
Aufgrund der regen Bautätigkeit des Abtes hat sich das persönliche Wappen des Ildephons überall auf dem Gelände der ehemaligen Abtei erhalten. Es verweist auf die Herkunft des Abtes aus dem Weinbaudorf Sommerach. Blasonierung: „Ein Weinstock, von Reben umrankt“, die Tingierung ist unklar. Im Treppenhaus des Gästeflügels findet sich das Wappen unterhalb eines Porträts des Abtes, das mit den bayerischen Rauten verziert wurde und wohl auf die Rückgabe des Klosters durch den Kurfürsten Ferdinand Maria von Bayern verweist.
Sein Epitaph in der heutigen Pfarrkirche von Weißenohe hat sich ebenfalls erhalten. Es befindet sich vor dem Eingang der Kreuzkapelle. Eine Inschrift lautet: „Sta viator et vide hanc et unam quae reverendissime, perillustris ac amplissime D. D. Ildephonsi Barth, huius loci Abbatis meritissime manes magnos capit tantilla tantum postquam inter homines LIX, inter sacerdotes XXXV, inter Abbates XVII consumavit annos lenta Hydropsi Lure adluvionis territorio accessit Silentium in festo S. Catherina v et m. anno MDCCLVII.“

## Werk
- Ildephons Barth, Virgil Hyenner: Summulae Sive Tres Mentis Operationes Menstruo Certamini Expositae In Communi Studio Exemptae Congegationis Benedictino-Bavaricae In Celeberrimo Et Antiquissimo Monasterio Sancti Michaëlis Erecto. Regensburg 1719.